# Evropská síť provozovatelů přenosových soustav elektřiny
Evropská síť provozovatelů přenosových soustav elektřiny (anglicky European Network of Transmission System Operators for Electricity, zkráceně ENTSO-E) je sdružení evropských provozovatelů elektroenergetických přenosových soustav (TSO). Jde o nástupce ETSO, sdružení evropských provozovatelů přenosových soustav založené v roce 1999 v reakci na vznik vnitřního trhu s elektřinou v rámci Evropské unie a také nástupce sdružení UCTE (dříve UCPTE).
K základním cílům asociace ENTSO-E patří dotvoření a fungování vnitřního trhu a přeshraničního obchodu s elektřinou, dále pak zjištění optimálního řízení a rozvoje evropských elektroenergetických přenosových soustav v rámci koordinované spolupráce provozovatelů přenosových soustav. Jednou z nejdůležitějších aktivit ENTSO-E je tvorba síťových kodexů, které se jako závazné dokumenty stanou součástí sekundární legislativy EU.
ENTSO-E je uskupení 41 evropských provozovatelů elektroenergetických přenosových soustav z 34 zemí. Členy jsou i zástupci mimo EU.

## Členové
| ISO kód země | Země                | TSO                                   | Poznámka       | WWW                        |
| ------------ | ------------------- | ------------------------------------- | -------------- | -------------------------- |
| AT           | Rakousko            | Verbund - Austrian Power Grid         | APG            |                            |
| AT           | Rakousko            | VKW-Netz                              |                |                            |
| BE           | Belgie              | Elia System Operator                  |                |                            |
| BS           | Bosna a Hercegovina | ISO BiH                               |                |                            |
| BG           | Bulharsko           | Electroenergien Sistemen Operator     |                |                            |
| HR           | Chorvatsko          | Hrvatska elektroprivreda              | HEP-OPS        |                            |
| CY           | Kypr                | Cyprus Transmission System Operator   | Cyprus TSO     |                            |
| CZ           | Česko               | ČEPS                                  |                | http://www.ceps.cz/        |
| DK           | Dánsko              | Energinet.dk                          |                |                            |
| EE           | Estonsko            | Elering                               |                |                            |
| FI           | Finsko              | Fingrid                               |                |                            |
| FR           | Francie             | Réseau de Transport d'Électricité     | RTE            |                            |
| DE           | Německo             | EnBW Transportnetze                   | EnBW TNG       |                            |
| DE           | Německo             | Tennet TSO                            | TTG            |                            |
| DE           | Německo             | Amprion                               |                |                            |
| DE           | Německo             | 50Hertz Transmission                  | 50Hertz        |                            |
| GR           | Řecko               | Hellenic Transmission System Operator | HTSO           |                            |
| HU           | Maďarsko            | MAVIR                                 |                |                            |
| IS           | Island              | Landsnet                              |                |                            |
| IE           | Irsko               | EirGrid                               |                |                            |
| IT           | Itálie              | Terna                                 |                |                            |
| LV           | Lotyšsko            | Augstsprieguma tīkls                  |                |                            |
| LT           | Litva               | Litgrid                               |                |                            |
| LU           | Lucembursko         | Creos Luxembourg                      |                |                            |
| MK           | Makedonie           | MEPSO                                 |                |                            |
| ME           | Černá Hora          | Crnogorski elektroprenosni sistem AD  | CGES           |                            |
| NL           | Nizozemsko          | TenneT                                |                |                            |
| NO           | Norsko              | Statnett                              |                |                            |
| PL           | Polsko              | PSE-Operator                          |                | http://www.pse-operator.pl |
| PT           | Portugalsko         | Redes Energéticas Nacionais           | REN            |                            |
| RO           | Rumunsko            | Transelectrica                        |                |                            |
| RS           | Srbsko              | JP Elektromreža Srbije                |                |                            |
| SK           | Slovensko           | SEPS                                  |                | http://www.sepsas.sk/      |
| SI           | Slovinsko           | Elektro-Slovenija                     | ELES           |                            |
| ES           | Španělsko           | Red Eléctrica de España               | REE            |                            |
| SE           | Švédsko             | Svenska Kraftnät                      |                |                            |
| CH           | Švýcarsko           | swissgrid                             |                |                            |
| GB           | Velká Británie      | National Grid plc                     | National Grid  |                            |
| GB           | Velká Británie      | System Operator for Northern Ireland  | SONI           |                            |
| GB           | Velká Británie      | Scottish and Southern Energy          | SSE            |                            |
| GB           | Velká Británie      | Scottish Power Transmission plc       | SPTransmission |                            |

## Regionální skupiny

Regionální skupiny v Evropě

ENTSO-E je rozdělena do pěti regionálních skupin, které jsou odvozeny z bývalých sdružení.

## Klíčové aktivity

### Transparency Platform (TP)
Centrální platforma pro transparentnost informací ENTSO-E poskytuje bezplatný přístup k základním údajům a informacím o celoevropské velkoobchodní výrobě, přenosu a spotřebě energie. Portál je pro veřejnost přístupný po registraci. V sekci Generation, Actual Generation per Generation Unit jsou k dispozici záznamy o výrobě vybraných energetických zdrojů (včetně ČR). Například EDAL je přečerpávací vodní elektrárna Dalešice, další viz Seznam tepelných elektráren v Česku.